# Colours of Grace
Colours of Grace ist das Gesangbuch der Gemeinschaft Evangelischer Kirchen in Europa (GEKE). Das Gesangbuch erschien erstmals 2006 und enthält christliche Gesänge, traditionelle Choräle, Neues Geistliches Liedgut und moderne Kirchenlieder in insgesamt zwanzig Sprachen. Herausgegeben wurde das Gesangbuch von Peter Bukowski, Thomas Flügge, Dorothea Monninger, Christine-Ruth Müller, Andreas Marti, Franz Karl Praßl und Ilsabe Seibt in Zusammenarbeit mit der Internationalen Arbeitsgemeinschaft für Hymnologie.

## Charakter
Die Zahl der verfügbaren Übersetzungen variiert von Lied zu Lied. Gesänge, die bereits in ihrer Originalsprache international verbreitet sind, wurden unübersetzt übernommen. Dazu zählen die klassischen liturgischen Gesänge wie Kyrie, Gloria und Halleluja, aber auch englischsprachige Spirituals, hebräische Gesänge aus Israel und Lieder aus der Communauté de Taizé. Diesem Liedertyp ist eine Paraphrase in Englisch, Französisch und Deutsch, den drei Konferenzsprachen der GEKE beigefügt; diese Paraphrasen dienen in erster Linie dem Verständnis des Inhalts; sie können in der Regel nicht gesungen werden.

## Mehrsprachigkeit
Im Gesangbuch Colours of Grace wurden die Strophen der Lieder in den jeweiligen Sprachen so ausgewählt, dass sie sich inhaltlich entsprechen. So sind sie mit gleichen Strophennummern versehen. Es wird möglich, Lieder in internationaler Weise mit bis zu neun Sprachen simultan und gemeinsam zu singen. Wenn die Möglichkeit bestand, wurden die Textfassungen aus den derzeit offiziell gültigen Gesangbüchern der jeweiligen Sprachen übernommen.
Die zwanzig Sprachen, die bei den Liedern vorkommen, sind:
| - dänisch - deutsch - englisch - finnisch - französisch | - griechisch - hebräisch - italienisch - katalanisch - kroatisch | - lateinisch - niederländisch - norwegisch - polnisch - portugiesisch | - schwedisch - slowenisch - spanisch - tschechisch - ungarisch |

Bei der Wahl der Melodiefassung oder -zuweisung spielte wiederum der jeweilige Grad ihrer Verbreitung in den Kirchen der Gemeinschaft Evangelischer Kirchen in Europa eine wesentliche Rolle.

## Weitere Besonderheiten und Aufführungspraxis
Der ursprüngliche Text der Originalsprache ist stets als erster unterlegt; darunter folgen, soweit vorhanden, die Konferenzsprachen der GEKE, danach weitere Sprachen in alphabetischer Reihenfolge. Vielen Liedern sind klassische mehrstimmige Sätze beigegeben, andere sind mit einfachen Akkordbezeichnungen für die Begleitung mit Gitarre oder Keyboard versehen.